# Фунгаја (Тревизо)
Фунгаја је насеље у Италији у округу Тревизо, региону Венето.
Према процени из 2011. у насељу је живело 101 становника. Насеље се налази на надморској висини од 90 м.